# Kühlteich

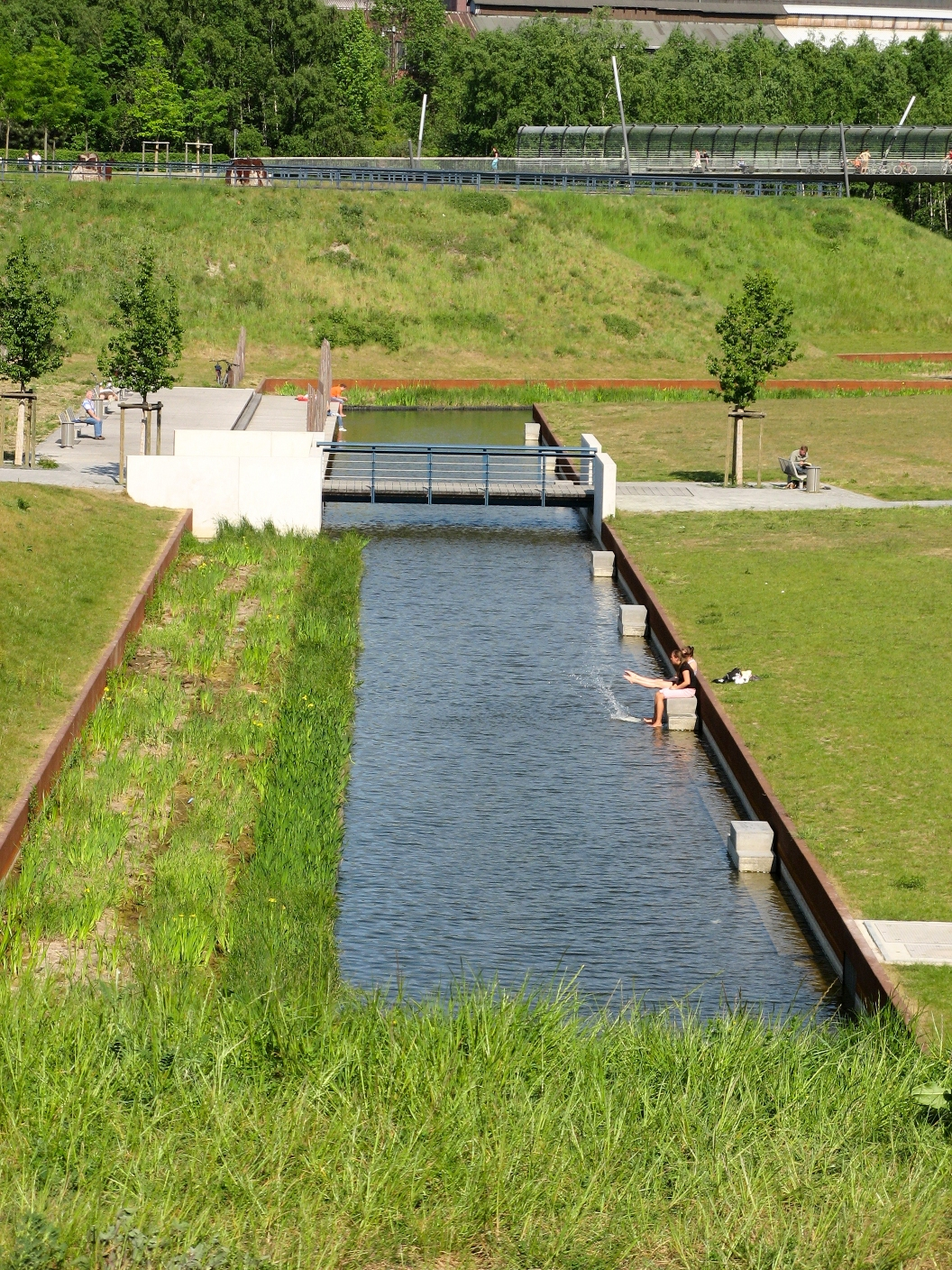
Ehemaliges Kühlbecken des Stahlwerkes Bochumer Verein im Bochumer Westpark

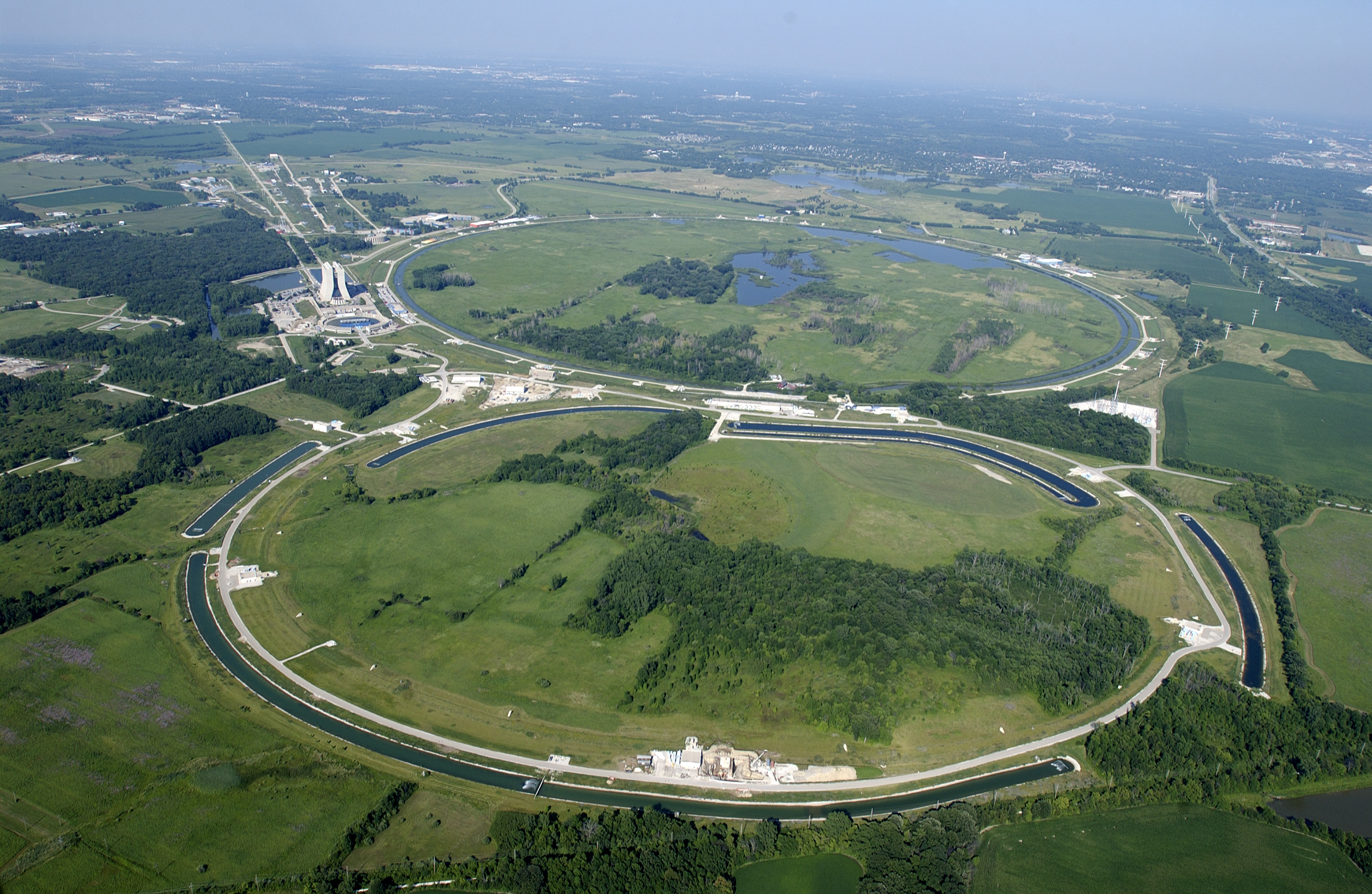
Kühlbecken entlang des Teilchenbeschleuniger-Ringes des Forschungszentrums Fermilab

Ein Kühlteich, je nach Art und Größe auch Kühlwasser-, Abkühl- oder Kühlsee, -reservoir, -becken oder -weiher genannt, ist ein Stillgewässer, in dem erwärmtes Kühlwasser von Wärmekraftwerken und thermischen Industrieanlagen wieder abgekühlt wird. Die Abwärme wird hierbei durch Konvektion und Verdunstung an der Wasseroberfläche an die umgebende Erdatmosphäre abgegeben.

## Nutzung
Der Vorteil gegenüber dem Kühlturm liegt in erster Linie im weit geringeren Wasserverlust durch Dampfschwaden, im geringeren Druckverlust und somit geringeren Energieverbrauch für das Umpumpen des Kühlwassers und in der Tatsache, dass sich die chemische Zusammensetzung des Kühlwassers kaum verändert. Deshalb werden Kühlteiche auch als letzte Stufe von Kläranlagen verwendet.
Die Kernkraftwerke in Osteuropa nutzen die dort viele hundert Hektar großen und typischerweise 2 m tiefen Kühlteiche noch aus einem ganz anderen Grund: Bei einem atomaren Störfall lagern dort einige Millionen Kubikmeter Wasser, die zur Kühlung eines außer Kontrolle geratenen atomaren Spaltprozesses verwendet werden können, ohne dass dieses Kühlwasser einem Fließgewässer entnommen werden müsste. Eine eventuelle radioaktive Kontaminierung des Kühlwassers ließe sich damit auf die Fläche des Kühlteiches und der direkten Umgebung einschränken, hat aber langfristig die Grundwasserproblematik zur Folge.
Kühlteiche fungieren üblicherweise auch als Löschwasserteiche und manchmal auch als Löschwasserrückhaltebecken.

## Ökologische Folgen

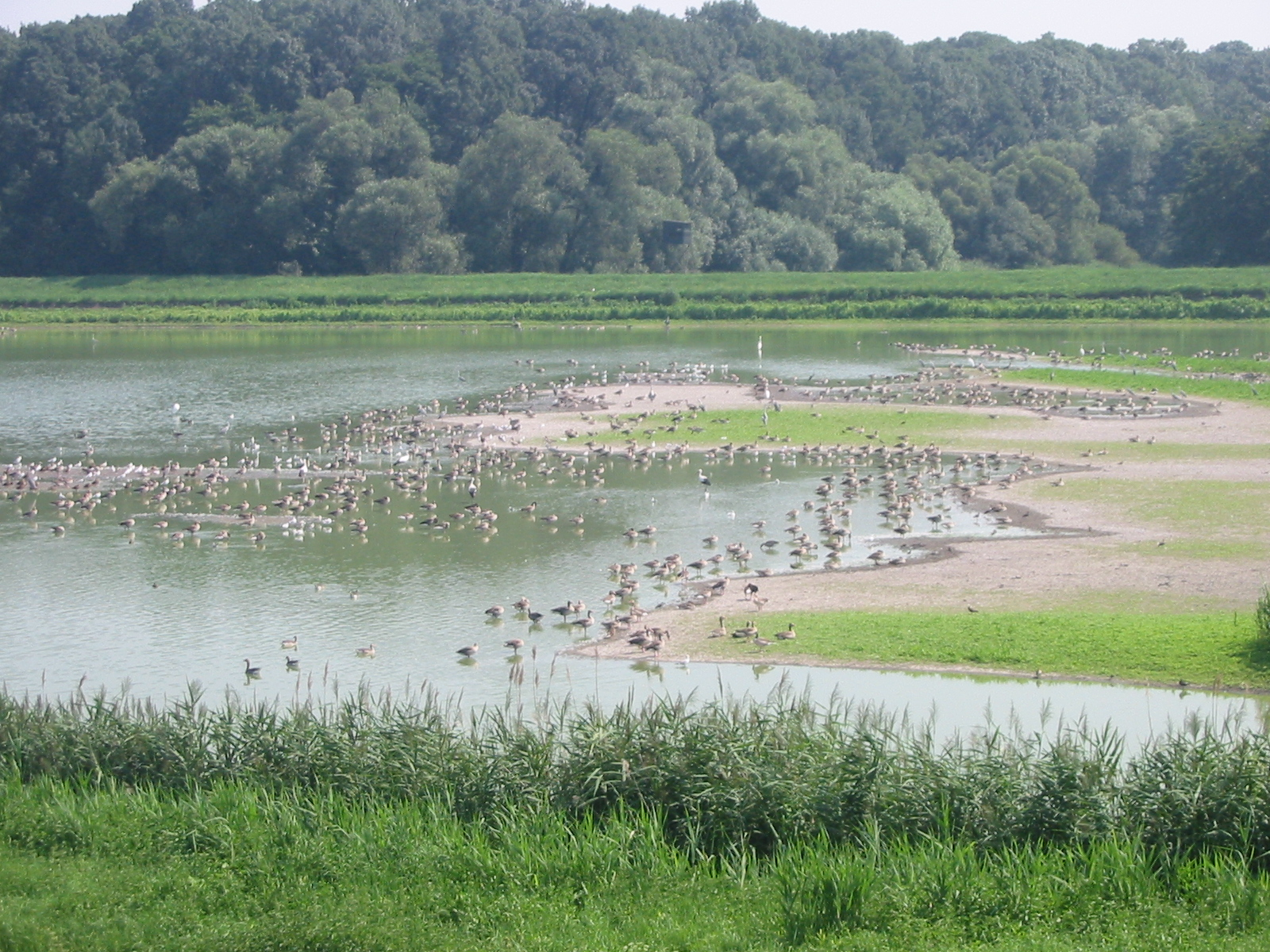
Der Kühlteich einer Zuckerfabrik in Hohenau

Bei Kühlteichen handelt es sich zumeist um künstlich angelegte Gewässer, denn der Wärmeeintrag führt zu einer deutlichen Aufwärmung des Wassers, was bei einem natürlichen Gewässer zu einer massiven Veränderung des Ökosystems führt. Da dies dem Gewässerschutz widerspricht, ist die Nutzung von natürlichen Stillgewässern zu Kühlzwecken in den meisten Ländern grundsätzlich nicht zulässig; nur Fließgewässer dürfen genutzt werden, wobei aber die zulässige Aufwärmung in der Genehmigung begrenzt wird.
Auf der anderen Seite bilden sich langfristig in Kühlteichen, die naturnah angelegt sind, häufig wertvolle Sekundärbiotope mit einer einzigartigen, an die erhöhten Temperatur angepasste bzw. gebundene Fauna und Flora.